# ورزشگاه مدنی داگو
ورزشگاه مدنی داگو (به لاتین: Daegu Civic Stadium) یک ورزشکاه فوتبال در کره جنوبی است که در منطقه بوک، دئگو واقع شده‌است.